# Faixa de sangue

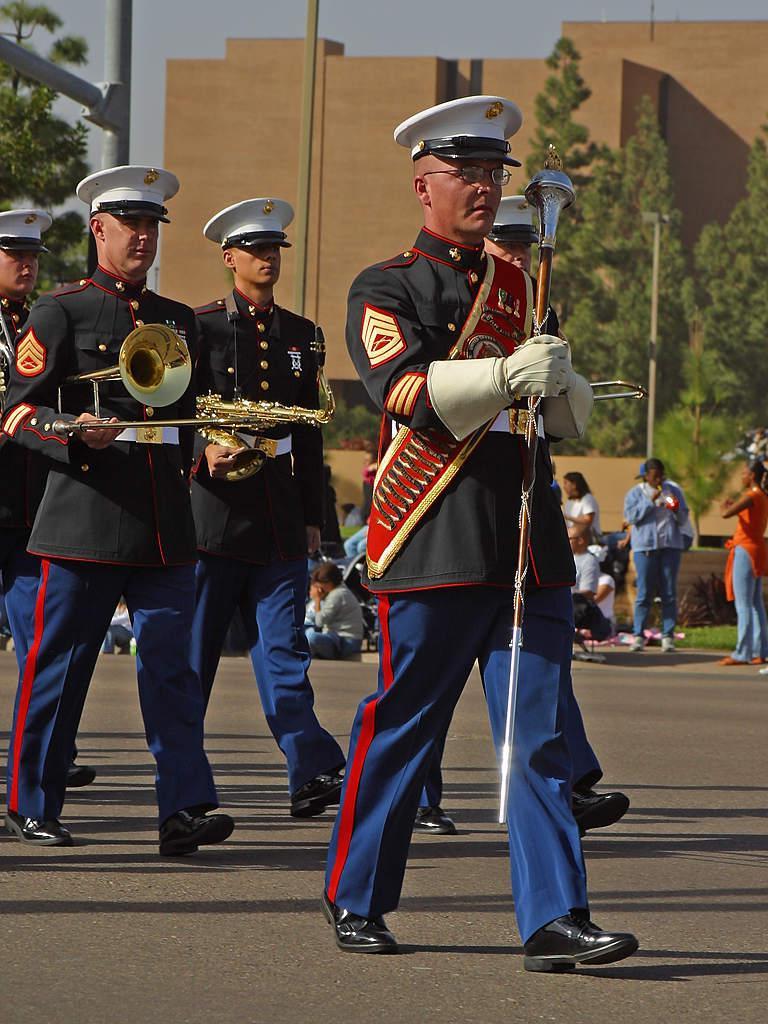
A faixa de sangue é visível nos uniformes do corpo de recrutas de São Diego em 2003

Uma faixa de sangue é uma faixa escarlate usada nas costuras externas das calças do uniforme de gala do Corpo de Fuzileiros Navais dos Estados Unidos . Esta faixa vermelha tem 5,1 cm para oficiais generais , 3,8cm  para outros oficiais, e 2,9cm para suboficiais e suboficiais de pessoal alistado . Versões modificadas são usadas nos uniformes de gala dos oficiais, com o escarlate ladeado por guarnições douradas, e nos membros da Banda da Marinha, que usam a tradicional faixa vermelha com uma faixa branca no centro.
Enquanto as listras das calças estavam em uso em vários militares por muitos anos  (especialmente o exército britânico, cujos uniformes influenciaram os uniformes americanos por muitos anos, bem como as listras vermelhas dos fuzileiros navais espanhóis. ) Em 1837, o presidente Andrew Jackson ordenou mudanças uniformes que incluíam o Corpo de Fuzileiros Navais adotar a prática do Exército de usar listras da mesma cor que os revestimentos das jaquetas dos uniformes.  Essas listras originais eram brancas para combinar com as mudanças na jaqueta do uniforme, mas quando a jaqueta foi alterada de volta para azul escuro com guarnição vermelha em 1839, as listras permaneceram, mas alteradas para um azul semelhante com bordas vermelhas. Uma história do Instituto Naval dos EUA de uniformes do USMC regista que as ordens emitidas em janeiro de 1840 previam que oficiais e oficiais não comissionados deveriam usar uma faixa escarlate na costura externa de suas calças azuis.
Uma lenda urbana no Corpo de Fuzileiros Navais é que a faixa de sangue é para homenagear os fuzileiros navais caídos da Batalha de Chapultepec em 1847, no entanto, isso é um mito, já que a faixa da calça foi adotada anteriormente pelo Exército dos EUA em 1837."